# Illots de Cala Ferriol
Els Illots de Cala Ferriol o illes de la Ferriola són uns illots propers a la costa del Massís del Montgrí al nord del Golf de la Morisca; dins del municipi de Torroella de Montgrí al Baix Empordà. És troben encarades pel costat de llevant de la cala Ferriola protegint-la dels embats marins.